# Томсон, Джордж Паджет
Сэр Джордж Паджет Томсон (англ. George Paget Thomson; 3 мая 1892 — 10 сентября 1975) — английский физик, нобелевский лауреат (1937) — «за экспериментальное открытие дифракции электронов на кристаллах» (совместно с Джозефом Дэвиссоном).

## Биография
Джордж Томсон родился в семье лауреата Нобелевской премии физика Дж. Дж. Томсона и Роз Элизабет Пэджет — дочери профессора медицины в Кембридже. Томсон посещал частную школу Пирса в Кембридже, затем был студентом Тринити колледжа в Кембриджском университете до начала первой мировой войны, во время которой он воевал в пехоте. После непродолжительной военной службы во Франции он работал в области аэродинамики, среди прочих мест и в Фарнборо.
В 1924 году Томсон женится на Кэтлин Бьюканан Смит, дочери сэра Джорджа Адама Смита. У них родились четверо детей — две дочери и два сына. Кэтлин Смит умерла в 1941 году.
После военной службы во время первой мировой войны Томсон стал лектором Кембриджского университета и членом колледжа Корпус Кристи. Вскоре он занял пост профессора натуральной философии (как называлась физика в то время в Шотландии) в Абердинском университете, который он занимал в течение 8 лет. Нобелевскую премию Томсону присудили за открытия, сделанные им во время работы в Абердине.
В 1930 году Томсон назначен профессором в Имперском Колледже Лондона, где заинтересовался одной из новый областей физики — ядерной физикой, в частности физикой деления урана с помощью нейтронов. Он пришёл к выводу, что процесс деление урана перспективен в приложениях, особенно в военных, и убедил министерство авиации Британии в целесообразности закупки тонны оксида урана для проведения экспериментов. В 1940—1941 годах Томсон возглавлял комитет MAUD, установивший, что создание атомной бомбы возможно с технической точки зрения. В 1942 году был назначен сотрудником по научным переговорам в Оттаве (Канада) и был тесно связан с американском проектом по созданию ядерной бомбы. По возвращении в Британию Томпсон был назначен главным научным советником министерства авиации Британской Империи.
В последующие годы своей жизни он продолжал работать в области ядерной физики, но также занимался аэродинамикой и писал статьи о значении науки в обществе.
В 1952 году Томсон уходит из Имперского колледжа Лондона на должность мастера Колледжа Корпус Кристи в Кембридже. В 1964 году колледж отметил его заслуги, назвав в его честь здание — выдающуюся работу архитектуры модернизма в кампусе колледжа в Лекхэмптоне. С 1958 по 1960 год Томсон — президент Института Физики.
Посвящён в рыцари в 1943 году.

## Научная деятельность
В то время как знаменитый отец Томсона Дж. Дж. Томсон открыл саму частицу электрон и получил за это Нобелевскую премию в 1906 году, Джордж Томсон продемонстрировал, что электрон обладает волновыми свойствами, в частности, он может дифрагировать на упорядоченной решётке. Это открытие экспериментально подтвердило принцип корпускулярно-волнового дуализма, который был сформулирован Луи де Бройлем в 1920 году.

## Основные работы
Томсон Д. Предвидимое будущее. М.: Ин. лит., 1958.
«…в техническом процессе участвуют три элемента: знания, энергия и материалы. Знание безусловно является главным из них» (Д. П. Томсон).